# Gerhard Wucherer
Gerhard Wucherer  (né le 11 février 1948 à Kempten) est un athlète allemand de l'ex-Allemagne de l'Ouest spécialiste du 100 mètres. Licencié à l'Universitätssportclub Mainz, le club universitaire de Mayence, il mesure 1,73 m pour 70 kg.

## Carrière

### Palmarès
| Date | Compétition           | Lieu     | Résultat | Épreuve    | Performance |
| ---- | --------------------- | -------- | -------- | ---------- | ----------- |
| 1968 | Jeux olympiques d'été | Mexico   | 6e       | 4 × 100 m  | 38 s 7      |
| 1971 | Championnats d'Europe | Helsinki | 2e       | 100 mètres | 10 s 48     |
| 1972 | Jeux olympiques d'été | Munich   | 3e       | 4 × 100 m  | 38 s 79     |

### Records
| Épreuve    | Performance | Lieu | Date |
| ---------- | ----------- | ---- | ---- |
| 100 mètres | 10 s 24     |      | 1971 |